# Vajszló
Vajszló is een plaats (község) en gemeente in het Hongaarse comitaat Baranya. Vajszló telt 1926 inwoners (2001).